# Beauval-en-Caux
Beauval-en-Caux là một xã thuộc tỉnh Seine-Maritime trong vùng Normandie miền bắc nước Pháp.

## Huy hiệu
| Arms of Beauval-en-Caux | The arms of Beauval-en-Caux are blazoned: Argent, on a saltire azure between a trefoil, a lion passant, an eagle head contourny erased and a martlet gules, an oak eradicated. |

## Dân số
| Năm | 1962 | 1968 | 1975 | 1982 | 1990 | 1999 | 2006 |
| --- | ---- | ---- | ---- | ---- | ---- | ---- | ---- |
| Dân số | 461  | 521  | 457  | 398  | 412  | 436  | 425  |
| From the year 1962 on: No double counting—residents of multiple communes (e.g. students and military personnel) are counted only once. |      |      |      |      |      |      |      |